# Baggy Trousers
"Baggy Trousers" är den brittiska ska/popgruppen Madness femte singel.
Texten skrevs av sångaren Graham McPherson och musiken av gitarristen Christopher Foreman. Texten är skriven utifrån McPhersons skolminnen. Den låg 20 veckor på englandslistan, och nådde som bäst en tredjeplats. Den är Madness mest sålda singel i Storbritannien.
Musikvideon har beskrivits som den första "riktiga" Madnessvideon; istället för att bara stå och framföra låten på en scen, gör de istället massor av "sidohandlingar", bl.a. flyger saxofonisten Lee Thompson omkring och några barn spelar en fotbollsmatch.
1983 gjorde Colgate i Storbritannien en annorlunda version av sången, med annorlunda text. Den användes i deras TV-reklam för en ny tandkräm. Några barn, utklädda till Madnessmedlemmarna, framförde den.
"Baggy Trousers" finns med på Madnessalbumet Absolutely och på de flesta av deras samlingsalbum.
Under 2008 kommer Madness släppa en ny singel med namnet "Baggy Jeans", tillsammans med rapparen Sway DaSafo. Den är en ny version på "Baggy Trousers".

## Kuriosa
MC Hammer har sagt att det var från den här videon som han fick idén till sina ballongbyxor.

## Låtlista
1. "Baggy Trousers" (Graham McPherson, Christopher Foreman) – 2:46
2. "The Business" (Michael Barson) – 3:14